# Luna 4
Luna 4 (ryska: Луна-4) var en sovjetisk rymdsond i Lunaprogrammet. Rymdsonden sköt upp den 2 april 1963, med en Molnija-L 8K78/E6-raket från Kosmodromen i Bajkonur. Planen var att farkosten skulle landa på månen.
En kurskorrigering på vägen till månen misslyckades och rymdsonden missade månen med 8 336,2 km och blev kvar i en hög omloppsbana runt jorden.

### Fotnoter
1. ↑  ”NASA Space Science Data Coordinated Archive” (på engelska). NASA. https://nssdc.gsfc.nasa.gov/nmc/spacecraft/display.action?id=1963-008B. Läst 25 mars 2020.